# باول ألين (معلق رياضي)
باول ألين (بالإنجليزية: Paul Allen)‏ هو معلق رياضي أمريكي، ولد في 1966.